# Кошарка у Југославији

### Кошарка у Југославији
Први курс кошарке у Југославији одржан је 1923. године.
Кошаркашки савез Југославије (КСЈ) основан је 12. децембра 1948. године у Београду.
Треба напоменути да су из Кошаркашког савеза Југославије 1991. године иступили кошаркашки савези: Словеније, Хрватске, Босне и Херцеговине и Македоније.
Седиште КСЈ никад није мењано, а име само једном: у априлу 2003. када је преименован у Кошаркашки савез Србије и Црне Горе (КССЦГ). Под овим именом Савез ће постојати све до септембра 2006. године када је из њега изашла нова држава Црна Гора.
Првих 55 година организације може се поделити у два периода:
Аматерско време - кад су се наши пионири ентузијазмом и великим жаром борили за просперитет кошарке, привлачећи нове људе визионарским идејама, храбрим одлукама и смелом девизом „кошарка кошаркашима“.
Од шестог места на Олимпијским играма у Риму (1960) почиње доба бриљантних резултата, европских и светских медаља, титула и признања. Прекинуто је само једном, спортским санкцијама Југославији, тј. Србији и Црној Гори.
Темеље модерне организације поставили су Данило Кнежевић (председник са петогодишњим мандатом), веома вредни и амбициозни потпредседник Небојша Поповић, дугогодишњи генерални секретар Светске кошаркашке организације (ФИБА) Борислав Станковић, за такмичења и њене комисије задужени Радомир Шапер и тренерски фанатик Александар Николић који је анонимну репрезентацију са последњег места у Европи увео у прво финале у Београду (1961).
Председници Савеза били су (хронолошким редом): Иво Поповић Ђани, Милојко Друловић, Данило Кнежевић, Радомир Шапер, Радослав Савић, Владимир Пезо, Божина Ћулафић, Мехмед Добрчани, Васил Тупурковски, Петар Брезник, Небојша Поповић, Миодраг Бабић, Угљеша Узелац, Веселин Баровић, Небојша Човић, Драгослав Ражнатовић, Желимир Церовић;
Секретари КСЈ: Димитрије Кршић, Слободан Ивовић, Никола Кораћ, Марко Павловић, Мирослав Јосифовић, Никола Теодоровић, Борислав Станковић (у два наврата), Мита Рељин, Милорад Соколовић, Мирко Марјановић, Радомир Шапер, Софија Младеновић (у два наврата), Василије Белобрковић, Ђорђе Чоловић, Звонко Шпељак, Радосав Петровић, Зоран Радовић, Предраг Богосављев и Предраг Бојић.

### Репрезентације Југославије у кошарци
Мушка репрезентација Југославије у кошарци одиграла је прву утакмицу на Првом Балканском шампионату одржаном у Букурешту у септембру месецу 1946. године. Сениори Југославије су играли своју прву утакмицу против Румуније. Састав југословенске сениорске репрезентације: Димић, Гец, Поповић, Стојковић (Црвена звезда), Николић (Партизан), Демшар (Јединство, Нови Сад), Кобали (Младост, Загреб), Тајнер, Тертан и Сребреник (Кварнер, Ријека). Плави су изгубили резултатом 27:30. За репрезентацију је на овом такмичењу у преостале две утакмице наступао и Задранин Гвидо Питони. Селектор селекције био је Бора Јовановић, професор на ДИФ-у, истакнути кошаркашки радник и судија, а од 1948. године, први председник Кошаркашког савеза Србије.

### Кадетска репрезентације Југославије у кошарци
Историја наших учешћа на мушким кадетским Првенствима Европе садржи два поглавља. У првом се сјајни резултати и пласмани везују за Југославију у ширем смислу (Србија, Црна Гора, Хрватска, Босна и Херцеговина, Македонија, Словенија). После су дечаци (из две републике) са најјачим такмичарским духом наставили доминацију на европском континенту. У кадетској конкуренцији најављене су - стидљиво или бурно, свеједно - неке велике репрезентативне играчке и тренерске каријере. Рецимо Драгана Кићановића, Рајка Жижића, Мирзе Делибашића, Ратка Радовановића, Дражена Петровића, Велимира Перасовића, Жарка Паспаља, Владе Дивца, Тонија Кукоча...
Пре него што ће се отиснути на дугу немачку тренерску одисеју, Светислав Пешић је освојио кадетско/јуниорски „свети Грал“. Од бугарског Русеа преко аустријског Гмундена до италијанског Бормија (ЕШ кадета, ЕШ и СП јуниора-1986. и 87). Почео је са Владом Дивцем, Тонијем Кукочем, Славишом Копривицом, Небојшом Илићем и Раденком Добрашом да би им на јуниорским Првенствима пришли Саша Ђорђевић, Дино Рађа, Мирослав Пецарски, Теоман Алибеговић и Самир Авдић. Пешић и Дивац „срешће“ се још једном петнаест година касније, 2002. у Индијанаполису!
Највише поена на једној утакмици постигао је кадет Аријан Комазец - 52, против Шпаније 1987; највише поена - 221 и најбољи просек - 31,6 на једном Првенству имао је Дражен Петровић 1981, али су „плави“ завршили на петом месту.
1971 - (Горица-Италија): 1. ЈУГОСЛАВИЈА, 2. Италија, 3. СССР/Русија.
ЗЛАТО НА ПРЕМИЈЕРИ: Драган Кићановић, Драган Тодорић, Рајко Жижић, Мирза Делибашић, Предраг Трипковић, Анте Залокер, Марко Мартиновић, Милан Милићевић, Зоран Биорац, Жељко Морељ, Радмил Луковац, Мирко Гргин. Тренер: Мирко Новосел.
(Резултати: СР Немачка 67:50, Француска 85:64, Швајцарска 77:37, Израел 78:47, Италија 54:59.... СССР/Русија 67:65, Италија 74:60).
1973 - (Сумонте, Ангри-Италија): 1. СССР/Русија, 2. Шпанија, 3. Југославија.
НА ТРЕЋЕМ МЕСТУ: Ратко Радовановић, Душан Божић, Горан Крижнар, Бошко Босиочић, Душан Зупанчић, Драган Прибановић, Андро Кнего, Младен Мохоровић, Будимир Ћосовић, Драган Вулић, Ђордје Боснић. Тренер: Јоша Гагел.
(Резултати: Енглеска 85:35, Шведска 121:66, ЧССР 75:50, Португал 87:20, Шпанија 73:78, Француска 65:68, Турска 52:46... Италија 77:74).
1975 - (Атина, Солун): 1. СССР/Русија, 2. Грчка, 3. Југославија.
БРОНЗАНА МЕДАЉА:Зоран Копривица, Младен Остојић, Миленко Бабић, Петер Вилфан, Боран Пилиндавић, Стане Кошник, Слободан Пећирко, Жељко Прибановић, Александар Петровић, Небојша Николић, Бранко Сикирић, Раде Вукосављевић. Тренер: Јанез Дрварич.
(Резултати: Бугарска 82:66, Белгија 81:59, Француска 79:55... Шпанија 67:65... Грчка 67:77... Италија 74:72).
1977 - (Тукет, Берк-Француска): 1. Турска, 2. Југославија, 3. СССР/Русија.
ПРВА СРЕБРНА МЕДАЉА: Михајло Почек, Горан Мастиловић, Миленко Савовић, Миленко Манојловић, Стане Премрл, Драшко Вучетић, Дарко Петронијевић, Сабахудин Билаловић, Жарко Ђуришић, Митја Муха, Богдан Блазник, Давор Доган. Тренер: Лука Станчић.
(Резултати: Турска 88:99, Израел 99:74, Грчка 96:68, СР Немачка 87:52, Шпанија 94:80... СССР/Русија 81:72... Турска 66:68).
1979 - (Дамаск-Сирија): 1. ЈУГОСЛАВИЈА, 2. Италија, 3. Шпанија.
ПОНОВО ШАМПИОНИ: Срђан Дабић, Небојша Зоркић, Марко Ивановић, Матеј Јанжек, Милан Бенчић, Зоран Чутура, Драган Зовко, Томо Тирингер, Јурица Кос, Роберт Медвед, Жељко Мрњавац, Јурид Кебе. Тренер: Лука Станчић.
(Резултати: Шпанија 89:88, Бугарска 95:70, Грчка 82:68, СССР/Русија 100:86, Аустрија 111:59... СР Немачка 95:73, Италија 103:100).
1981 - (Солун, Катерини): 1. СССР/Русија, 2. Италија, 3. СР Немачка... 5. Југославија
ПРВИ ПУТ БЕЗ МЕДАЉЕ: Дражен Петровић, Стојан Вранковић, Велимир Перасовић, Зоран Сретеновић, Невен Цамби, Александар Алексић, Иво Петовић, Синиша Радоњић, Саша Радуновић, Владо Мићуновић, Един Пашић, Александар Миливојша. Тренер: Русмир Халиловић.
(Резултати: Финска 110:91, Шпанија 90:92, Израел 108:109, Француска 108:83, СССР/Русија 81:96... Грчка 125:76... Турска 97:80).
1983 - (Тибинген, Лудвигсбург-СР Немачка): 1. ЈУГОСЛАВИЈА, 2. Шпанија, 3. СР Немачка.
ЗЛАТНА У ПРОДУЖЕТКУ: Жарко Паспаљ, Мирослав Пецарски, Бранислав Прелевић, Лука Павићевић, Јуриј Здовц, Зоран Јевтић, Иво Накић, Самир Мујановић, Ивица Мавренски, Зоран Ливљанић, Игор Лукачић, Денис Перић. Тенер: Русмир Халиловић.
(Резултати: Мађарска 99:78, Француска 103:97, Италија 95:81, Шпанија 78:79, Турска 75:66... Грчка 72:67... Шпанија 89:86(70:70).
1985 - (Русе-Бугарска): 1. ЈУГОСЛАВИЈА, 2. Шпанија, 3. Италија.
ПРВА ПЕШИЋЕВА ТИТУЛА: Тони Кукоч, Владе Дивац, Небојша Илић, Славиша Копривица, Емилио Ковачић, Ненад Трунић, Зоран Калпић, Небојша Разић, Драган Милутиновић, Џевад Алихоџић, Ненад Видека, Раденко Добраш. Тренер: Светислав Пешић.
(Резултати: Белгија 95:50, СР Немачка 107:63, Шведска 97:81, СССР/Русија 97:98, Турска 109:62... Италија 111:90, Шпанија 99:81).
1987 - (Секешфехервар, Капошвар-Мађарска): 1. ЈУГОСЛАВИЈА, 2. Италија, 3. СССР/Русија.
ЗЛАТНИХ 7:0: Аријан Комазец, Мирко Павловић, Растко Цветковић, Бојан Поповић, Живко Баџим, Маријан Краљевић, Ненад Грмуша, Анте Перица, Обрад Игњатовић, Борис Орцев, Оливер Поповић, Жан Табак. Тренер: Јанез Дрварич.
(Резултати: Француска 81:51, Турска 86:56, Израел 78:73, Италија 95:88, Грчка 62:50... Шпанија 94:67... Италија 83:77).
1989 - (Гвадалахара, Таранкон, Куенка-Шпанија): 1. Грчка, 2. Југославија, 3. Италија
ДВА ПОРАЗА ОД ГРЧКЕ: Никола Лончар, Велибор Радовић, Жељко Топаловић, Владимир Новосел, Мирко Јоксимовић, Александар Сурла, Александар Авлијаш, Миро Јурић, Миладин Мутавџић, Петар Арсић, Бојан Тадић, Предраг Прлинчевић. Тренер: Јанез Дрварич.
(Резултати: Белгија 90:64, Француска 67:66, Бугарска 102:53, Грчка 84:88, Шпанија 74:72... Италија 82:69, Грчка 79:81).
1991 - (Касторија, Комотини, Солун): 1. Италија, 2. Грчка, 3. Шпанија.... 8. Југославија.
ВИШЕ ПОРАЗА НЕГО ПОБЕДА: Игор Перовић, Александар Бјелић, Харис Бркић, Саша Дончић, Ђерђ Палфи, Бранко Синђелић, Златко Болић, Предраг Дробњак, Александар Лазић, Милан Вуксановић, Дејан Мишковић, Душан Јелић. Тренер: Рајко Тороман.
(Резултати: Белгија 81:65, Швајцарска 90:44, Немачка 70:64, Шпанија 72:73, Италија 89: 91.... Израел 63:83, Немачка 66:72).
1997 - (Пепинстер, Кортријк, Куањерон-Белгија): 1. ЈУГОСЛАВИЈА, 2. Русија, 3. Израел.
ВЕЛИКИ ПОВРАТАК: Иван Мичета, Слободан Тошић, Иван Вукадинов, Младен Шекуларац, Митар Црногорац, Владимир Тица, Марко Пековић, Владимир Рончевић, Сретен Лаконић, Предраг Сојић, Миљан Павковић, Петар Јовановић. Тренер: Веселин Матић.
(Резултати: Русија 77:96, Израел 60:63,0 Белгија 83:52, Француска 84:85, Македонија 87:84, Грчка 73:66... Израел 74:68... Русија 100:87).
1999 - (Ползела, Цеље, Лашко-Словенија): 1. ЈУГОСЛАВИЈА, 2. Грчка, 3. Турска.
АПСОЛУТНО НАЈБОЉИ: Јован Стефанов, Бојан Бакић, Александар Гајић, Страхиња Згоњанин, Немања Матовић, Милош Павловић, Душан Ђорђевић, Мирко Ковач, Милош Нишавић, Срђан Булатовић, Иван Андонов, Томислав Томовић. Тренер: Петар Родић.
(Резултати: Турска 58:56, Грузија 91:75, Словенија 68:58, Русија 81:66, Грчка 75:71, Летонија 77:62... Француска 67:49, Грчка 59:48).
2001 - (Рига-Летонија): 1. ЈУГОСЛАВИЈА, 2. Русија, 3. Шпанија.
ХЕТ ТРИК!: Вукашин Алексић, Стефан Мајсторовић, Владимир Мицов, Милован Раковић, Млађен Шљиванчанин, Душан Вучићевић, Срђан Живковић, Дарко Миличић, Вељко Томовић, Владимир Машуловић, Лука Богдановић, Коста Перовић. Тренер: Стеван Караџић.
(Резултати: Италија 86:55, Шпанија 82:77, Грузија 89:62, Турска 74:59, Литванија 60:64... Грчка 71:68... Литванија 76:70... Русија 55:43).
2003 - (Ривас Васимадрид-Шпанија): 1. СРБИЈА И ЦРНА ГОРА, 2. Турска, 3. Русија.
ЗЛАТО ЧЕТВРТИ ПУТ ЗА РЕДОМ: Немања Александров, Никола Драговић, Марко Ђурковић, Бранко Јереминов, Драган Лабовић, Бобан Меденица, Ненад Мијатовић, Стефан Николић, Милош Теодосић, Миленко Тепић, Душан Трајковић, Ненад Зивчевић. Тренер Миодраг Кадија.
(Резултати: Италија 94:72, Грчка 84:66, Словенија 86:68, Шпанија 108:61, Израел 87:62... Македонија 86:58... Русија 89:63... Турска 83:68).
Због санкција југословенском спорту две генерације кадета су пропустиле утакмице са вршњацима:
1993 - Турска: 1. Грчка, 2. Шпанија, 3. Русија;
1995 - Португал: 1. Хрватска, 2. Шпанија, 3. Грчка.

### Женска репрезентација Југославије у кошарци
Прва утакмица сениорки Југославије била је на Првом Балканском шампионату одржаном у Букурешту од 21. до 25. септембра 1946. године. Југословенске репрезентативке победиле су (21.09.1946) репрезентацију Румуније резултатом 23:6. Плаве су играле у саставу: Младеновић, Фул, Аксентијевић, Петровић, Радовановић, Дакић (Црвена звезда), Мадера (Задар), Смиловић, Солдо и Пунтер (Кварнер). Селектор селекције био је Бора Јовановић, професор на ДИФ-у, истакнути кошаркашки радник и судија, а од 1948. године, први председник Кошаркашког савеза Србије.

### Учешћа сениорки Југославије на Европским шампионатима
Прву европску медаљу (сребрну) наше кошаркашице освојиле су 1968. у Месини, на Сицилији, са повратником на клупу Страхињом Брацом Алагићем, који је 14 година раније, на Ташу, генерацију Цице Калушевић, Бараге, Бранке Прелевић, Александре Гец, Бранке Ципруш и Љубице Оташевић увео у првих пет на премијерном Шампионату „плавих“. Сан дуг као вечност постао је јава на италијанском тлу, женска репрезентација коначно је изашла из сенке мушке, отклоњени су неки стари комплекси, рецимо Бугарске и Мађарске. Против СССР се није могло, имали су двометрашице а кад је још заиграла и Семјонова (2,20)-наши центри јој нису стизали ни до рамена.
Са изразитим кошгетером Маријом Вегер (чак 939 поена и 54 утакмице на ЕП), Олгом Ђоковић у другој важној улози, касније Софијом Пекић и Зорицом Ђурковић, репрезентација је узела још две медаље. После сушног периода појавила се још једна успешна генерација-Данира Накић, Арбутина, Разија Мујановић, Бојана Милошевић (селектор Милан Васојевић), која ће се још двапут пласирати одмах иза недостижног Совјетског Савеза. Тачка на медаље стављена је у Тел Авиву 1991. Укупно 24 учешћа прошарана су и са четири чеврта и чак шест петих места на која су наше репрезентативке долазиле после пораза у четвртфиналима. Први стрелац је наравно Марија Вегер-Демшар, са више од 500 поена заостатка прати је Јелица Каленић (418), следе Јасмина Перазић (414), Милица Радовановић (390) и Софија Пекић (361). Најбољи проценат има Данира Накић (17,88) 304/17 утакмица, Вегер-Демшар је на другом месту (17,39) 939/54, Зорица Ђурковић на трећем (15,30) 306/20.
1954 - (Београд): 1. СССР 2. Чехословачка 3. Бугарска... 5. Југославија (СР Немачка 69:14, СССР 43:48... Бугарска 30:55, Мађарска 50:62, СССР 32:81, Чехословачка 54:68, Француска 54:50).
ДВЕ ПОБЕДЕ-ПЕТО МЕСТО: Цмиљка КАЛУШЕВИЋ, Гордана БАРАГА, Анђа МАРКОВИЋ, Емилија РАДУЛОВИЋ, Татјана ЗОКОВИЋ, Александра ГЕЦ, Бранка ПРЕЛЕВИЋ, Бранка ЦИПРУШ, Љубица ОТАШЕВИЋ, Нада КРСТИЋ, Ирена ХОРВАТ, Олга РАДЕНКОВИЋ, Биљана НЕШИЋ, Бранка ГОСТОВИЋ. Тренер: Страхиња АЛАГИЋ.
1956 - (Праг): 1. СССР/Русија 2. Мађарска 3. Чехословачка... 9. Југославија (Финска 66:25, Пољска 63:78, Бугарска 58:71... Холандија 65:51, СР Немачка 89:40, Шкотска 110:37, Финска 61:39, Румунија 44:32).
КОБНИ ПОРАЗИ У ГРУПИ: Александра ГЕЦ, Олга РАДЕНКОВИЋ, Цмиљка КАЛУШЕВИЋ, Гордана БАРАГА, Милица РАДОВАНОВИЋ, Емилија РАДУЛОВИЋ, Татјана ЗОКОВИЋ, Бранка ПРЕЛЕВИЋ, Бранка ЦИПРУШ, Милена КАВС, Соња МРАК, Љубица РАДУЛОВИЋ, Љубица ОТАШЕВИЋ. Тренер: Александар ГЕЦ.
1958 - (Лођ): 1. Бугарска 2. СССР/Русија 3. Чехословачка 4. Југославија (Мађарска 40:37, Пољска 47:67, Холандија 72:39... Пољска 61:50, СССР 39:79, Бугарска 37:63, Чехословачка 37:52, Француска 64:48).
БОЉЕ НИЈЕ МОГЛО: Босиљка ПЕШИЋ, Цмиљка КАЛУШЕВИЋ, Аленка ДЕРМАСТИЈА, Милица РАДОВАНОВИЋ, Љубица РАДУЛОВИЋ, Татјана ЗОКОВИЋ, Александра ГЕЦ, Бранка ПРЕЛЕВИЋ, Бранка ЦИПРУШ, Ержебет ЈЕНОВАЈ, Анка ДУПЛАНЧИЋ, Ружица МЕГЛАЈ. Тренер: Милорад СОКОЛОВИЋ.
1960 - (Софија): 1. СССР/Русија 2. Бугарска 3. Чехословачка 4. Југославија (СССР 35:78, Мађарска 56:50, Румунија 59:46, Белгија 57:39... Бугарска 45:47, Чехословачка 47:74, Пољска 45:52).
КОМПЛЕКС БУГАРСКЕ...: Олга РАДЕНКОВИЋ, Цмиљка КАЛУШЕВИЋ, Гордана БАРАГА, Милица РАДОВАНОВИЋ, Гизела ФЕРЕНЦИ, Олга МАРТИНОВИЋ, Ружица МЕГЛАЈ, Бранка ПРЕЛЕВИЋ, Босиљка ПЕШИЋ, Соња МРАК, Бисерка СТРМШКИ. Тренер: Боривоје ЦЕНИЋ.
1962 - (Милуз): 1. СССР/Русија 2. Чехословачка 3. Бугарска... 5. Југославија (Мађарска 47:40, Чехословачка 35:53, СССР 39:52, Италија 50:43... Пољска 52:44).
... И ЧЕХОСЛОВАЧКЕ: Цмиљка КАЛУШЕВИЋ, Корнелија МЕГЛАЈ, Споменка МИЛОЈЕВИЋ, Гизела ФЕРЕНЦИ, Даринка ШАРАНОВИЋ, Гордана БАРАГА, Милица РАДОВАНОВИЋ, Јелица КАЛЕНИЋ, Босиљка ПЕШИЋ, Загорка СИМИЋ, Зеина ЈУРАНИЋ, Ружица МЕГЛАЈ. Тренер: Миодраг СТЕФАНОВИЋ.
1964 - (Будимпешта): 1. СССР/Русија 2. Бугарска 3. Чехословачка... 7. Југославија (Мађарска 54:55, СССР 37:68, Француска 54:43, Румунија 41:37... Немачка ДР 55:61 (53:53), Мађарска 56:49).
СЛОМ У ПРОДУЖЕТКУ: Цмиљка КАЛУШЕВИЋ, Јелица КАЛЕНИЋ, Споменка МИЛОЈЕВИЋ, Олга ЂОКОВИЋ, Даринка ШАРАНОВИЋ, Ружица МЕГЛАЈ, Милица РАДОВАНОВИЋ, Јованка МИЛОЈЕВИЋ, Босиљка ПЕШИЋ, Марија МИЧА, Наташа БЕБИЋ, Каћуша БУЉАН. Тренер: Миодраг СТЕФАНОВИЋ.
1966 - (Клуж): 1. СССР/Русија 2. Чехословачка 3. Немачка ДР... 6. Југославија (Чехословачка 56:74, Француска 74:60, Бугарска 55:67, Немачка ДР 74:88, СР Немачка 101:53... Пољска 70:67, Холандија 57:66).
РЕПРИЗИ ЈЕ ИМЕ НДР: Марјана БРЕМЕЦ, Јелица КАЛЕНИЋ, Анкица БАШИЋ, Олга ЂОКОВИЋ, Јасна СЕЛИМОВИЋ, Ружица МЕГЛАЈ, Милица РАДОВАНОВИЋ, Станка Стошић, Марија ВЕГЕР, Загорка СИМИЋ, Наташа БЕБИЋ, Каћуша БУЉАН. Тренер: Ладислав ДЕМШАР.
1968 - (Месина): 1. СССР/Русија 2. ЈУГОСЛАВИЈА (Мађарска 62:43, Француска 65: 56, Немачка ДР 66:50... Пољска 59:47, Бугарска 54:44, СССР 51:84, Белгија 82:44, Немачка ДР 51:45, Италија 40:54). 3. Пољска.
КОНАЧНО МЕДАЉА!: Славојка ТАУШАН, Јелица КАЛЕНИЋ, Мета ШТОКА, Нада МИЛЕТИЋ, Јасна СЕЛИМОВИЋ, Ружица МЕГЛАЈ, Милица РАДОВАНОВИЋ, Споменка МИЛОЈЕВИЋ, Марија ВЕГЕР, Станка СТОШИЋ, Марјана БРЕМЕЦ, Олга ЂОКОВИЋ. Тренер: Страхиња АЛАГИЋ.
1970 - (Ротердам): 1. СССР/Русија 2. Француска 3. ЈУГОСЛАВИЈА (Белгија 115:56, Румунија 88:77, Аустрија 79:38, Бугарска 87:94 (81:81), Чехословачка 73:71 (65:65)... СССР 49:116, Бугарска 77:66).
ПОНОВО СА МЕДАЉОМ: Славојка ТАУШАН, Марија ВЕГЕР, Анкица БАШИЋ, Ирена ГАЛ, Ана ТОТ, Ружица МЕГЛАЈ, Олга ЂОКОВИЋ, Бранка ЈОВАНОВИЋ, Снежана ЗОРИЋ, Станка СТОШИЋ, Мирјана МАКСИМОВИЋ, Нада МИЛЕТИЋ. Тренер: Ладислав ДЕМШАР.
1972 - (Варна): 1. СССР/Русија 2. Бугарска 3. Чехословачка... 8. Југославија (Италија 59:55, Пољска 82:66, Мађарска 46:64, Румунија 61:52, СССР 53:94... Аустрија 76:64, Немачка ДР 60:68, Холандија 64:65)
ТРИ КОРАКА НАЗАД: Славојка ТАУШАН, Марија ВЕГЕР, Марјана БУШЉЕТА, Ленђе ТРАЈКОВСКИ, Гордана ЈАЊИЋ, Снежана ШИПКА, Данка КАТИЋ, Бранка ЈОВАНОВИЋ, Снежана ЗОРИЋ, Станка СТОШИЋ, Јелица КАЛЕНИЋ, Драгица ЋУРУЛИЋ. Тренер: Боривоје ЦЕНИЋ.
1974 - (Каљари): 1. СССР/Русија 2. Чехословачка 3. Италија... 8. Југославија (Мађарска 57:65, СР Немачка 75:54, СССР 53:91... Пољска 53:51, Холандија 72:58, Шпанија 80:71, Данска 80:42).
БАУК СССР: Славојка ТАУШАН, Марија ВЕГЕР, Маријана БУШЉЕТА, Маја МАВРОВИЋ, Гордана ЈАЊИЋ, Снежана БОШКОВИЋ, Олга ЂОКОВИЋ, Бранка ЈОВАНОВИЋ, Снежана ЗОРИЋ, Вера ЂУРАШКОВИЋ, Драгослава ЂУРИШИЋ, Анђа ВУКМИРОВИЋ. Тренер: Боривоје ЦЕНИЋ.
1976 - (Клермон-Феран): 1. СССР/Русија 2. Чехословачка 3. Бугарска... 5. Југославија (Белгија 97:71, СССР 59:110, Румунија 71:70... Бугарска 73:74, Пољска 90:81 (75:75), Француска 60:70, Италија 75:65, Чехословачка 59:64).
И БЛИЗУ И ДАЛЕКО: Славојка ТАУШАН, Марија ДЕМШАР (Вегер), Марјана БУШЉЕТА, Гордана ВУКМИРОВИЋ, Вукица МИТИЋ, Славица СТОЈЧИНОВИЋ, Софија ПЕКИЋ, Бранка ЈОВАНОВИЋ, Мира БЈЕДОВ, Вера ЂУРАШКОВИЋ, Тања ПАВЛИЋ, Анђа ВУКМИРОВИЋ. Тренер: Боривоје ЦЕНИЋ.
1978 - (Познањ): 1. СССР/Русија 2. ЈУГОСЛАВИЈА (Шведска 99:68, Холандија 69:64, Чехословачка 81:64... СССР 78:116, Мађарска 86:79, Бугарска 90:87, Француска 81:69, Пољска 44:66). 3. Чехословачка.
ВЕЛИКА РАДОСТ: Маја КУТЛЕША, Марија ДЕМШАР (Вегер), Марјана БУШЉЕТА, Мира БЈЕДОВ, Вукица МИТИЋ, Даница ГУБЕРИНИЋ, Софија ПЕКИЋ, Бранка ЈОВАНОВИЋ, Зорица ЂУРКОВИЋ, Дринка МИЛОВИЋ, Биљана МАЈСТОРОВИЋ, Љиљана СТАНОЈЕВИЋ. Тренер: Борислав ЋОРКОВИЋ.
1980 - (Бањалука): 1. СССР/Русија 2. Пољска 3. ЈУГОСЛАВИЈА (Мађарска 59:79, Чехословачка 80:67, Румунија 78:53... Пољска 72:79... Чехословачка 61:57).
МЕДАЉА ЈЕ УВЕК СЈАЈНА: Сања ОЖЕГОВИЋ, Мерсада БЕЋИРСПАХИЋ, Јелица КОМНЕНОВИЋ, Наталија БАЦАНОВИЋ, Вукица МИТИЋ, Јасна ПЕПУНИК, Софија ПЕКИЋ, Марија ТОНКОВИЋ, Зорица ЂУРКОВИЋ, Весна ДЕСПОТОВИЋ, Биљана МАЈСТОРОВИЋ, Полона ДОРНИК. Тренер: Милан ВАСОЈЕВИЋ.
1981 - (Анкона): 1. СССР/Русија 2. Пољска 3. Чехословачка 4. Југославија (Холандија 63:43, Пољска 56:59, Италија 68:67 (59:59), Финска 82:72, СР Немачка 60:62... СССР 60:94... Чехословачка 74:76).
РЕВАНШ ЧЕХОСЛОВАЧКЕ: Сања ОЖЕГОВИЋ, Мерсида БЕЋИРСПАХИЋ, Јелица КОМНЕНОВИЋ, Цветана ДЕКЛЕВА, Биљана МАРКОВИЋ, Јасна ПЕПЕУНИК, Софија ПЕКИЋ, Марија ТОНКОВИЋ, Зорица ЂУРКОВИЋ, Јасмина ПЕРАЗИЋ, Биљана МАЈСТОРОВИЋ, Слађана ГОЛИЋ. Тренер: Милан ВАСОЈЕВИЋ.
1983 - (Будимпешта): 1. СССР/Русија 2. Бугарска 3. Мађарска 4. Југославија (Холандија 60:50, Румунија 66:59, Пољска 68:60, Шпанија 75:57, Мађарска 60:57... Бугарска 62:72... Мађарска 79:82).
ОПЕТ ЧЕТВРТЕ: Стојна ВАНГЕЛОВСКА, Славица ШУКА, Јелица КОМНЕНОВИЋ, Цветана ДЕКЛЕВА, Оливера ЧАНГАЛОВИЋ, Бојана МИЛОШЕВИЋ, Слађана ГОЛИЋ, Оливера КРИВОКАПИЋ, Биљана МАЈСТОРОВИЋ, Јасмина ПЕРАЗИЋ, Снежана БОЖИНОВИЋ. Тренер: Милан ВАСОЈЕВИЋ.
1985 - (Вићенца) : 1. СССР/Русија 2. Бугарска 3. Мађарска... 5. Југославија (Румунија 92:57, Бугарска 67:66, Холандија 71:52, Чехословачка 79:82, Француска 64:72... Италија 83:71... Пољска 76:58).
СТОП КОД ЧЕХОСЛОВАЧКЕ: Стојна ВАНГЕЛОВСКА, Јасна ПЕПЕУНИК, Андреа ПУКШИЋ, Јелица КОМНЕНОВИЋ, Снежана БОЖИНОВИЋ, Жељана ЛИСТЕШ, Слађана ГОЛИЋ, Полона ДОРНИК, Разија МУЈАНОВИЋ, Јасна АЛИЋ, Загорка ПОЧЕКОВИЋ, Јасмина ПЕРАЗИЋ. Тренер: Милан ВАСОЈЕВИЋ.
1987 - (Кадиз): 1. СССР/Русија 2. ЈУГОСЛАВИЈА (Италија 73:65, Бугарска 73:71, Шпанија 60:58, Финска 81:58, Чехословачка 77:76 (71:71)... Мађарска 72:71... СССР 73:83). 3. Мађарска
НИКАД БЛИЖЕ СССР: Стојна ВАНГЕЛОВСКА, Загорка ПОЧЕКОВИЋ, Јелица КОМНЕНОВИЋ, Оливера КРИВОКАПИЋ, Корнелија КВЕСИЋ, Данира НАКИЋ, Слађана ГОЛИЋ, Полона ДОРНИК, Разија МУЈАНОВИЋ, Јасмина ПЕРАЗИЋ, Анђелија АРБУТИНА, Бојана МИЛОШЕВИЋ. Тренер: Милан ВАСОЈЕВИЋ.
1989 - (Варна): 1. СССР/Русија 2. Чехословачка 3. Бугарска 4. Југославија (Мађарска 76:52, Француска 81:62, Бугарска 79:69... Чехословачка 62:76... Бугарска 69:79).
ПОСЛЕ 79:69 и 69:79: Стојна ВАНГЕЛОВСКА, Мара ЛАКИЋ, Жељана ЛИСТЕШ, Славица СЛИЈЕПЧЕВИЋ, Корнелија КВЕСИЋ, Данира НАКИЋ, Слађана ГОЛИЋ, Стојанка ДОШИЋ, Биљана МАЈСТОРОВИЋ, Весна БАЈКУША, Анђелија АРБУТИНА, Бојана МИЛОШЕВИЋ. Тренер: Милан ВАСОЈЕВИЋ.
1991 - (Тел Авив): 1. СССР/Русија 2. ЈУГОСЛАВИЈА (Италија 83:61, СССР 75:74, Пољска 100:62... Бугарска 79:56... СССР 84:97). 3. Мађарска.
ПОСЛЕДЊА РАДОСТ: Данијела ИЛИЋ, Мара ЛАКИЋ, Елеонора ВИЛД, Весна БАЈКУША, Нина БЈЕДОВ, Данира НАКИЋ, Слађана ГОЛИЋ, Жана ЛЕЛАС, Разија МУЈАНОВИЋ, Силвана МИРВИЋ, Анђелија АРБУТИНА, Бојана МИЛОШЕВИЋ. Тренер: Миодраг ВЕСКОВИЋ.
1995 - (Брно): 1. Украјина 2. Италија 3. Русија... 9-15. Југославија (Италија 46:63, Русија 62:76, Француска 74:63, Немачка 58:54, Чешка 62:67, Литванија 51:59).
ИСПОД ОЧЕКИВАЊА: Анђелија АРБУТИНА, Нина БЈЕДОВ, Јадранка ЋОСИЋ, Данијела ИЛИЋ, Јелена МИРКОВИЋ, Марина ГОСТИЉАЦ, Менсура ХАЏИЋ, Снежана МОМИРОВ, Мирјана СЕКУЛИЋ, Гордана БОГОЈЕВИЋ, Далиборка ВИЛИПИЋ. Тренер: Драгомир БУКВИЋ.
1997 - (Будимпешта): 1. Литванија 2. Словачка 3. Немачка... 8. Југославија (Украјина 67:81, Литванија 82:79, Чешка 84:69, Шпанија 71:86, Немачка 74:73... Словачка 57:66... Шпанија 47:71... Молдавија 56:66).
ПРЕВИШЕ ПОРАЗА: Миланка НЕДОВИЋ, Данијела ИЛИЋ, Јелена МИРКОВИЋ, Гордана БОГОЈЕВИЋ, Сања ВЕСЕЛ, Далиборка ВИЛИПИЋ, Лара МАНДИЋ, Снежана ЈОВАНОВИЋ, Катарина ЛАЗИЋ, Слободанка ТУВИЋ, Мерлина ГОСТИЉАЦ, Славица ИЛИЋ. Тренер: Слободан ЛУКИЋ.
1999 - (Катовице): 1. Пољска 2. Француска 3. Русија... 7. Југославија (БиХ 93:48, Пољска 74:81, Литванија 59:55, Италија 58:59, Чешка 85:75... Француска 58:64... Литванија 57:71... Хрватска 88:61).
КОМПЛИКАЦИЈЕ У ЧЕТВРТФИНАЛУ: Гордана БОГОЈЕВИЋ, Гордана ГРУБИН, Лара МАНДИЋ, Нина БЈЕДОВ, Миланка НЕДОВИЋ, Далиборка ВИЛИПИЋ, Милка БЈЕЛИЦА, Катарина ЛАЗИЋ, Јелена МИРКОВИЋ, Слободанка ТУВИЋ, Ангела ЂЕЛМАШ, Виолета ВУКОВИЋ. Тренер: Миодраг ВЕСКОВИЋ.
2001 - (Ле Ман): 1. Француска 2. Русија 3. Шпанија... 5. Југославија (Украјина 83:62, Француска 67:88, Пољска 66:73, Шпанија 80:79, Румунија 87:61... Русија 59:64... Мађарска 78:58... Пољска 82:76)
ПОВРАТАК БЛИЖЕ ВРХУ: Ана ЈОКОВИЋ, Ангела ЂЕЛМАШ, Драгослава ЖАКУЛА, Лара МАНДИЋ, Моника ВЕСЕЛОВСКИ, Биљана СТАНКОВИЋ, Хајдана РАДУНОВИЋ, Милка БЈЕЛИЦА, Љубица ДРЉАЧА, Слободанка ТУВИЋ, Наташа АНЂЕЛИЋ, Виолета ВУКОВИЋ. Тренер: Мирослав ПОПОВ.
2003 - (Пиргос-Патрас): 1. Русија 2. Чешка 3. Шпанија... 8. Србија и Црна Гора (треба напоменути да од 2003. репрезентација наступа под именом Србија и Црна Гора) (Пољска 60:70, Француска 70:68, Чешка 68:80, Грчка 72:67, Израел 104:67.. Шпанија 64:76.. Француска 61:83 .. Словачка 67:68)
ДАЛЕКО ОД ЦИЉА: Гордана КОВАЧЕВИЋ, Катарина МАНИЋ, Биљана СТАНКОВИЋ, Лара МАНДИЋ, Милка БЈЕЛИЦА, Гордана ГРУБИН, Хајдана РАДУНОВИЋ, Ивана МАТОВИЋ, Љубица ДРЉАЧА, Слободанка ТУВИЋ, Ана ЈОКОВИЋ, Далиборка ВИЛИПИЋ. Тренер: Миодраг ВЕСКОВИЋ.

### Учешћа јуниорки Југославије на Европским шампионатима
1965 - (Софија - Бугарска) 1. СССР/Русија, 2. Југославија, 3. Чехословачка
СРЕБРО НА ПРЕМИЈЕРИ: Нада ШИФТАР, Марија ВЕГЕР, Анкица БАШИЋ, Иванка ПУШКАРИЋ, Даворка ЛЕСКУР, Гроздана КАТИЋ, Станка СТОШИЋ, Славенка ЋУРИЋ, Снежана ЗОРИЋ, Миленка ВУЈАСИН, Маријана БРЕМЕЦ, Каћуша БУЉАН. Тренер Борис СИНКОВИЋ.
(Резултати: Румунија 62:31, СССР/Русија 49:72, СР немачка/Немачка 82:14... Бугарска 70:64-у регуларном времену 59:59, Пољска 53:51, Мађарска 83:61, Чехословачка 65:59)
1967 - (Каљари - Италија) 1. СССР/Русија, 2. Чехословачка, 3. Југославија
НОВА МЕДАЉА: Јадранка КОКЕЗА, Јасна СЕЛИМОВИЋ, Славенка Ћурић, Драгица ЋУРУЛИЋ, Ружица БОСАНАЦ, Вера ПАВЛИК, Иванка ПУШКАРИЋ, Ержебет ТУРАМСКИ, Мета ШТОКА, Вера ГРУБИШИЋ, Горослава ЋУРЛИН, Зорица ЋУРУЛИЋ. Тренер: Боривоје ЦЕНИЋ.
(Резултати: Румунија 54:42, Бугарска 50:55... Пољска 51:41, Чехословачка 48:55, СССР/Русија 41:63, Бугарска 38:37, Италија 46:25, Мађарска 45:35)
1969 - (Хаген - СР Немачка) 1. СССР/Русија, 2. Бугарска, 3. Југославија
ТРЕЋИ ПУТ НА ПОСТОЉУ: Горослава ЋУРЛИН, Бранка ЈОВАНОВИЋ, Маријана БУШЉЕТА, Јадранка КОКЕЗА, Ева МАТКОВИЋ, Ирена ГАЛ, Сњежана ШИПКА, Милена БАЈИЋ, Гордана ЈАЊИЋ, Маја МАВРОВИЋ, Илона ВИГ, Мирјана ОБРАДОВИЋ. Тренер: Боривоје ЦЕНИЋ.
(резултати: Пољска 90:74, СР Немачка/Немачка 112:45... Бугарска 69:94, Италија 70:61, Пољска 78:69, Мађарска 77:66, СССР/Русија 51:85)
1971 - (Суботица, Бачка Топола - Југославија) 1. СССР/Русија, 2. Чехословачка, 3. Бугарска...5. Југославија
ДВА ПОРАЗА У ГРУПИ(СУБОТИЦА): Марица КУЗМАНОВ, Мирјана МАКСИМОВИЋ, Маријана БУШЉЕТА, Илона ВИГ, Ибоја БАТОРИ, Невенка ТАБАКОВИЋ, Вукица МИТИЋ, Анђа ВУКМИРОВИЋ, Искра ПЕРАНИЋ, Маја МАВРОВИЋ, Вања БОЛАРИЋ, Љиљана ВУЛИЧЕВИЋ. Тренер: Маријан ПАСАРИЋ.
(Резултати: Холандија 84:40, Швајцарска 105:31, Чехословачка 40:62, Мађарска 59:54, Бугарска 55:58... Израел 69:52... Пољска 61:48)
1973 - (Санремо - Италија) 1. СССР/Русија, 2. Југославија, 3. Италија
СРЕБРО СЕ ВРАТИЛО С ЦЕНИЋЕМ: Ђурђа ТРБОВИЋ, Мирјана МАКСИМОВИЋ, Маријана БУШЉЕТА, Нада ЦВЈЕТКОВИЋ, Александра КОВАЧЕВИЋ, Мевенка ТАБАКОВИЋ, Гордана ВУКМИРОВИЋ, Анђа ВУКМИРОВИЋ, Снежана БОШКОВИЋ, Нада КЕМЕНОВИЋ, Зорица КОВРЛИЈА, Драгослава ЂУРИШИЋ. Тренер: Боривоје ЦЕНИЋ.
(Резултати: Израел 70:47, СР Немачка/Немачка 66:40, Мађарска 43:41, Шпанија 59:45, СССР/Русија 42:78... Бугарска 81:76... СССР/Русија 47:68)
1975 - (Виго - Шпанија) 1. Чехословачка, 2. Пољска, 3. СССР/Русија...7. Југославија
ПАД НАШИХ НАДА: Споменка МРЂЕНОВИЋ, Зорица ЂУРКОВИЋ, Бланка ВИЛ, Бранка БАБИЋ, Каћуша БУЉАН, Аида ГАЛЕШИЋ, Јасна ВУКМИРОВИЋ, Ана ТОТ, Нада ВУЛЕТА, Славица СРЕТЕНОВИЋ, Нада РОТБАРТ. Тренер Маријан ПАСАРИЋ.
(Резултати: Италија 66:37, Чехословачка 62:81, Аустрија 82:42, СР немачка/Немачка 58:39, Пољска 45:54... Шпанија 58:65... Италија 69:47)
1977 - (Димитровград - Бугарска) 1. СССР/Русија, 2. Пољска, 3. Чехословачка, 4. Југославија
ДВА ПОРАЗА ОД ЧЕХОСЛОВАЧКЕ: Гордана ЈЕРЕМИЋ, Наталија БАЦАНОВИЋ, Зора МАЛАЦКО, Јадранка КОКЕЗА, Јасмина ПЕРАЗИЋ, Оливера ЧАНГАЛОВИЋ, Споменка МРЂЕНОВИЋ, Јасна МИЛОСАВЉЕВИЋ, Биљана МАЈСТОРОВИЋ, Јасна ПЕПЕУНИК, Јасмина КАЛИЋ, Љиљана СТАНОЈЕВИЋ. Тренер: Борислав ЋОРКОВИЋ.
(Резултати: Француска 55:41, Бугарска 73:60, Мађарска 58:57, Чехословачка 61:63, Румунија 57:56... СССР/Русија 110:53... Чехословачка 50:61)
1979 - (Месина - Италија) 1. СССР/Русија, 2. Мађарска, 3. Чехословачка, 4. Југославија
ОПЕТ ИЗА ЧЕХОСЛОВАЧКЕ: Инес ПИПЛОВИЋ, Наталија БАЦАНОВИЋ, Јелица КОМНЕНОВИЋ, Јасмина ПЕРАЗИЋ, Олгица СТАМЕНКОВИЋ, Весна КОВАЧЕВИЋ, Биљана МАРКОВИЋ, Полона ДОРНИК, Марина МУЧАЛО, Весна ДЕСПОТОВИЋ, Зора МАЛАЦКО, Јасмина КАЛИЋ. Тренер: Борислав ЋОРКОВИЋ.
(Резултати: Финска 75:62, Белгија 82:55, Чехословачка 73:83... Италија 72:71, Мађарска 55:87, Румунија 70:65, СССР/Русија 53:85)
1981 - (Кечкемет - Мађарска) 1. СССР/Русија, 2. Француска, 3. Бугарска...6. Југославија
МИНУСНА ФАЗА: Алма ХАЏИХАСАНОВИЋ, Мерхуниса ТИХИЋ, Јудит ХЕГЕДУШ, Загорка ПОЧЕКОВИЋ, Славица ВОЈНИЋ, Данира ГУЛИН, Бранка САМАРЏИЋ, Гордана ТРМЧИЋ, Сања МАЖИБРАДА, Драгана СИМИЋ, Јасна НЕМЕТ, Цветана ДЕКЛЕВА. Тренер: Марјан ПАСАРИЋ.
(Резултати: Италија 60:61, СССР/Русија 40:81, Шведска 69:59, Холандија 53:46, Бугарска 53.64... Финска 78:59... Чехословачка 69:81)
1983 - (Пескара - Италија) 1. Чехословачка, 2. СССР/Русуја, 3. Италија, 4. Југославија
ПРИБЛИЖАВАЊЕ МЕДАЉАМА: Драгана СИМИЋ, Мерхуниса ТИХИЋ, Андреа ПУКШИЋ, Наташа НИНКОВИЋ, Бојана МИЛОШЕВИЋ, Олга ПЕТРОВИЋ, Разија МУЈАНОВИЋ, Татјана ЖИЖИЋ, Загорка ПОЧЕКОВИЋ, Славица ВОЈНИЋ, Романа ЦОЦЕ, Олга БАЛИГАЦ. Тренер Драгољуб ПЉАКИЋ (Резултати: СР Немачка/Немачка 48:48, Мађарска 79:65, Шведска 77:75, СССР/Русија 73:85, Шпанија 77:75... Чехословачка 60:78... Италија 46:66)
1984 - (Толедо - Шпанија) 1. ЈУГОСЛАВИЈА, 2. СССР/Русија, 2. Чехословачка
Ш А М П И О Н И - ДВАПУТ ПОБЕЂЕН СССР: Загорка ПОЧЕКОВИЋ, Стојна ВАНГЕЛОВСКА, Андреа ПУКШИЋ, Маја РАК, Татјана ЖИЖИЋ, Дијана БУКОВАЦ, Елвира КАЛИЋ, Марија ЛЕДИЋ, Разија МУЈАНОВИЋ, Јасмина АЛИЧ, Жељана ЛИСТЕШ, Бојана МИЛОШЕВИЋ. Тренер: Вјећеслав КАВЕЏИЈА.
(Резултати: Француска 65:41, Пољска 84:62, Бугарска 80:60, СССР/Русија 69:67, Шведска 66:59... Шпанија 63:49... ССС/Русија 67:61)
1986 - (Перуђа - Италија) 1. СССР/Русија, 2. Југославија, 3. Италија
СРЕБРО У ПРОДУЖЕТКУ: Анкица РАДИЋ, Милица ВУКАДИНОВИЋ, Весна СУШИЋ, Данира НАКИЋ, Невенка ТОПАЛОВИЋ, Мирјана СЕКУЛИЋ, Маријана КОСТИЋ, Разија МУЈАНОВИЋ, Анђелија АРБУТИНА, Инес ГРОЗДАНОВИЋ, Весна ЈОВАНОВИЋ, Смиља РАЂЕНОВИЋ. Тренер: Милан ВАСОЈЕВИЋ.
(Шведска 87:33, Пољска 74:49, Француска 84:45, Чехословачка 77:42, Холандија 94:78... Италија 94:78... СССР/Русија 70:71, у регуларном времену 63:63)
1988 - (Велико Трново - Бугарска) 1. СССР/Русија, 2. Чехословачка, 3. Југославија
И ДАЉЕ У ВРХУ: Весна БАЈКУША, Данијела ИЛИЋ, Елеонора ВИЛД, Данира НАКИЋ, Сергеја ЗУПАН, Чинда АНТИЋ, Сања ВЕСЕЛ, Жана ЛЕЛАС, Невенка БЈЕДОВ, Невенка ТОПАЛОВИЋ, Гордана ЏОЛИЋ, Оливера ВАСИЋ. Тренер: Миодраг ВЕСКОВИЋ.
(Резултати: Белгија 81:51, Бугарска 78:62, Мађарска 79:64, Италија 60:68, СР Немачка/Немачка 70:68 у регуларном времену 64:64... СССР/Русија 73:89... Бугарска 82:58)
1992 - (Алкала - Шпанија) 1. СССР/Русија, 2. Шпанија, 3. Румунија (Југославија се није квалификовала)
1992 - (Каламата, Триполис, Патра - Грчка) 1. Заједница Независних Држава(СССР), 2. Бугарска, 3. Пољска (Југославија под санкцијама УН)
1994 - (Велико Трново - Бугарска) 1. Италија, 2. Шпанија, 3. Бугарска (Југославија под санкцијама УН)
1996 - (Жилина - Словачка) 1. Русија, 2. Словачка, 3. Чешка...9. Југославија
ТЕШКО ЈЕ ВРАТИТИ СЕ: Љубица ДРЉАЧА, Ана ЈОКОВИЋ, Марија КОВАЧИЋ, Катарина ЛАЗИЋ, Јелена ЛАЗИЋ, Снежана МИРКОВ, Стојанка ОСТОЈИЋ, Андреа ПИНТЕР, Маша РАДОВИЋ, Хајдана РАДУНОВИЋ, Мирослава РАСПОПОВИЋ, Јасмина ТАТИЋ. (Резултати: Шпанија 57:59, Немачка 58:64, Чешка 54:56, Грчка 89:79, Литванија 65:56... Украјина 69:58... Литванија 74:56) Тренер: Драгомир БУКВИЋ.
1998 - (Бурса - Турска) 1. Шпанија, 2. Словачка, 3. Русија...5. Југославија
КОРАК НАПРЕД: Лидија БЕЦАНОВИЋ, Наташа ИВАНЧЕВИЋ, Бранкица ХАЏОВИЋ, Катарина ЛАЗИЋ, Ивана ДОЈЧИНОВИЋ, Биљана ПАВИЋЕВИЋ, Андреа ПИНТЕР, Аница ТЕШИЋ, Милена ВУКИЋЕВИЋ, Милка БЈЕЛИЦА, Инес АЈАНОВИЋ, Александра ВУЈОВИЋ.
(Резултати: Италија 90:54, Русија 73:67, Турска 65:74, Чешка 70:55, Летонија 74:77... Словачка 43:49... Хрватска 69:56... Пољска 66:58) Тренер: Мирослав КАЊЕВАЦ.
2000 - (Четнијево - Пољска) 1. Русија, 2. Чешка, 3. Пољска...9. Југославија
НОВО УДАЉАВАЊЕ: Будимка КОВАЧЕВИЋ, Јелена ШПИРИЋ, Милица ДАБОВИЋ, Биљана ПЕШОВИЋ, Наташа МАКСИМОВИЋ, Марина ПУШКАР, Сања ЈАНКОВИЋ, Ивана МАТОВИЋ, Ива ПЕРОВАНОВИЋ, Милица БЕЉАНСКИ, Наташа ПОПОВИЋ, Јелена МАКСИМОВИЋ.
(Резултати: Пољска 74:84, Русија 52:64, Литванија 60:50, Словачка 78:60, Француска 46:56... Бугарска 72:64... Летонија 61:49) Тренер: Зоран ВИШИЋ.
2002 - (Шкофја Лока - Словенија) 1. Русија, 2. Француска, 3. Чешка (Југославија се није квалификовала)

### Учешћа кадеткиња Југославије на Европским шампионатима
На досадашњих 14 Шампионата далеко најуспешнија је репрезентација СССР/Русија. Убедљиво је владала на првих седам. Ову доминацију прекинула је Румунија у Темишвару 1989. Полуфинална утакмица (34:39) остаје упамћена и по једном заиста невероватном податку: у првом полувремену само 9 поена СССР, исто толико за Румунију у другом!? Совјетски Савез се последњи пут вратио на врх 1991, да би на следећа три Првенства златне медаље освојила Русија, која је у ФИБА „преузела“ место нестале заједнице држава.
1976 - (Шћећин-Пољска): 1. СССР/Русија, 2. Мађарска, 3. Бугарска... 7. Југославија.
СА ЈЕДНИМ ПОРАЗОМ СЕДМЕ: Сања Ожеговић, Љиљана Станојевић, Љиљана Кубура, Јасмина Перазић, Гордана Јеремић, Оливера Чангаловић, Јасна Калић, Весна Ковачевић, Биљана Мајсторовић, Јасна Пепеуник, Марија Тонковић, Наталија Бацановић. Тренер: Бого ДЕБЕВЦ.
(Резултати: Шкотска 108:29, СССР/Русија 52:87... Израел 83:58, Шпанија 73:52... Румунија 76:59, Италија 67:54).
1978 - (Куенца-Шпанија): 1. СССР/Русија, 2. Италија, 3. Бугарска... 6. Југославија.
КОРАК НАПРЕД: Инес Пипловић, Аленка Огрин, Сузана Рајковић, Весна Деспотовић, Драгана Штрбановић, Гордана Слатковић, Александра Марковић, Весна Делић, Бранка Пашић, Славица Пецикоза, Јасмина Калић, Светлана Врзић. Тренер: Борислав ЦОРКОВИЦ.
(Резултати: Румунија 65:57, Бугарска 70:100, Белгија 75:49, Француска 57:62, СР Немачка 58:42, Израел 77:57... Финска 67:60... Пољска 53:73).
1980 - (Залаегерсег, Печ-Мађарска): 1. СССР/Русија, 2. Италија, 3. Бугарска... 7. Југославија.
ПОНОВО СЕДМЕ: Јудит Хегедуш, Надица Јаковљевић, Цветана Деклева, Симона Скербињек, Зорана Радовић, Жаклина Јурчић, Бранка Самарџић, Аница Крстић, Загорка Почековић, Годана Трмчић, Славица Војнић, Дора Верчак. Тренер: Бранко МИЛАЧИЋ.
(Резултати: СССР/Русија 61:83, Цехословацка 66:70, Пољска 66:52, Румунија 78:79, Шпанија 84:74... СР Немачка 76:50, Шведска 68:59, Француска 58:56).
1982 - (Форса, Усикаупунки-Финска): 1. СССР/Русија, 2. ЈУГОСЛАВИЈА, 3. Италија.
КОНАЧНО!: Стојна Вангеловска, Оља Петровић, Андреа Пукшић, Светлана Берјан, Елвира Калић, Марија Ледић, Разија Мујановић, Загорка Почековић, Татјана Жижић, Олга Балигаћ, Ивана Радовић, Бојана Милошевић. Тренер: Милан ВАСОЈЕВИЋ.
(Резултати: Израел 82:36, Мађарска 70:46, Шпанија 70:42, СССР/Русија 71:75... Италија 65:57... СССР/Русија 65:66).
1984 - (Перуђа, Маршциано-Италија): 1. СССР/Русија, 2. Бугарска, 3. Италија... 7. Југославија.
МНОГО ОСЦИЛАЦИЈА: Ана Радић, Сузана Врачар, Марина Бабић, Катарина Вранић, Радица Стошић, Данира Накић, Маријана Костић, Разија Мујановић, Анђелија Арбутина, Инес Гроздановић, Весна Јовановић, Љиљана Стубљар. Тренер : Михајло ВУКОВИЋ.
(Резултати: Италија 84:82, СР Немачка 67:26, Холандија 37:42, Француска 67:36, Румунија 71:77... Мађарска 59:69... Шпанија 74:53)
1985 - (Тузла-Југославија): 1. СССР/Русија, 2. Италија, 3. ЈУГОСЛАВИЈА.
БРОНЗАНА УТЕХА: Радица Стошић, Милица Вукадиновић, Елеонора Вилд, Данира Накић, Марина Велимировић, Жана Лелас, Линда Антић, Даница Талајић, Мелинда Франција, Сузана Врачар, Ливија Анитић, Милијана Ного. Тренер: Милан ВАСОЈЕВИЋ.
(Резултати: СР Немачка 91:39, Белгија 82:32, Бугарска 79:57, Холандија 76:53, Мађарска 84:74... Италија 66:70... Мађарска 53:50).
1987 - (Горжов Вијелкополски-Пољска): 1. СССР/Русија, 2. Чехословачка, 3. ЈУГОСЛАВИЈА.
ДРУГИ ПУТ ТРЕЋЕ: Сандра Башић, Данијела Илић, Верица Кораћ, Смиљка Радловић, Јадранка Ћосић, Гордана Џолић, Весна Бајкуша, Жана Лелас, Нина Бједов, Сања Весел, Варда Барановић, Миланка Недовић. Тренер: Миодраг ВЕСКОВИЋ.
(Резултати: Италија 89:68, Пољска 83:69, Шпанија 88:82, Финска 66:80, Бугарска 75:80... СССР/Русија 83:98... Бугарска 89:72).
1989 - (Темишвар-Румунија): 1. Чехословачка, 2. Румунија, 3. СССР/Русија... 7. Југославија.
ЛОШ БИЛАНС У ГРУПИ: Божана Видић, Мирјана Ковчо, Катарина Георгијевска, Катица Кривић, Весна Матијевић, Ведрана Гргин, Јелена Радуловић, Ранкица Шаренац, Дубравка Савићевић, Лидија Перуничић, Корана Лонгин, Јасенка Махорнич. Тренер: Милан ВАСОЈЕВИЋ.
(Резултати:Грчка 68:65, СССР/Русија 52:68, Пољска 67:49, Франуска 58:48, Шпанија 48:54 (у регуларном времену 48:48)... СР Немачка 48:51... Француска 55:47).
1991 - (Естареха, Травашо, Анадиа-Португал): 1. СССР/Русија, 2. ЈУГОСЛАВИЈА, 3. Италија.
ПОСЛЕДЊЕ СРЕБРО СФРЈ: Гордана Богојевић, Татјана Масловарић, Слободанка Тувић, Кораљка Хледе, Ђурђица Пријић, Ведрана Гргин, Моника Ковач, Ранкица Шаренац, Кристина Лелас, Мерлина Гостиљац, Сања Чулина, Врса Јен. Тренер: Сулејман БЕГОВАЦ.
(Резултати: Пољска 90:56, Румунија 93:60, СССР/Русија 83:69, Португал 86:57, Француска 92:81... Мађарска 75:59... СССР/Русија 84:75).
1993 - (Попрад-Словачка): 1. Русија, 2. Шпанија, 3. Италија.*
1995 (Цетнијево-Пољска): 1. Русија, 2. Италија, 3. Белгија.*
1997 (Шопрон-Мађарска): 1. Русија, 2. Чешка, 3. Француска... 7. Југославија.
ЈОШ ЈЕДНО СЕДМО МЕСТО: Тамара Филиповић, Бранкица Хаџовић, Ивана Дојчиновић, Милица Јанковић, Нина Варагић, Аница Тешић, Милка Бјелица, Наташа Иванчевић, Романа Бошковић, Дара Ковачевић, Наташа Угљешић, Марија Ристовић. Тренер: Душан САНТРАЧ.
(Резултати: Белорусија 73:70, Шпанија 46:74, Пољска 73:65, Белгија 80:60, Русија 50:67... Француска 44:58... Шпанија 63:74... Мађарска 84:64).
1999 - (Тулцеа - Румунија): 1. Шпанија, 2. ЈУГОСЛАВИЈА, 3. Француска.
ОХРАБРЕЊЕ ИЗ РУМУНИЈЕ: Јелена Шпирић, Андреа Стојановић, Биљана Пешовић, Марина Јанковић, Вања Перичин, Маја Ранисављев, Ивана Матовић, Милица Бељански, Дара Ковачевић, Јелена Радмиловић, Ива Перовановић, Кристина Анђелковић. Тренер: Зоран ВИШИЋ.
(Резултати: Шпанија 37:65, Русија 84:82, Чешка 54:52, Румунија 67:55, Грчка 45:43... Словачка 54:52... Француска 52:47... Шпанија 58:66).
2001 - (Велико Трново - Бугарска): 1. Француска, 2. Русија, 3. Хрватска... 10. Југославија.
НАЈСЛАБИЈИ ПЛАСМАН: Ивана Ћатић, Тања Мирановић, Данијела Бацулов, Наташа Ђорђевић, Оља Томовић, Јасмина Илић, Јелена Дубљевић, Јела Малеш, Катарина Јанковић, Марија Жинић, М. Миљанић. Тренер: Милан НИСИЋ.
(Резултати: Италија 55:54, Чешка 59:81, Бугарска 66:77, Русија 40:86, Француска 48:88... Грчка 69:65... Мађарска 69:77).
2003 - (Невшехир - Турска): 1. СРБИЈА И ЦРНА ГОРА, 2. Белорусија, 3. Украјина.
ПРВО ЖЕНСКО ЗЛАТО: Тамара Радочај, Милена Петровић, Марина Ристић, Ива Прчић, Дуња Прчић, Маја Милутиновић, Андријана Кнежевић, Јелена Дубљевић, Зорица Митов, Вања Илић, Биљана Стјепановић, Миљана Мусовић. Тренер: Жељко Вукићевић. (Резултати: Немачка 70:60, Русија 81:64, Италија 80:47, Белорусија 70:64, Чешка 78:52... Хрватска 56:55... Украјина 64:62... Белорусија 73:61).
Због спортских санкција Србији и Црној Гори кадеткиње су пропустиле два Шампионата Европе.